# Осапунване
Осапунването е процес, който включва превръщането на мазнини или масла в сапун и алкохол под въздействието на топлината и в присъствието на основа (напр. NaOH). Сапуните са соли на мастни киселини, като мастните киселини са наситени монокарбоксилни киселини, които имат дълги въглеродни вериги, най-малко 10, като например СН3(СН2)14СООН.

## Осапунване на мазнини
Растителните масла и животинските мазнини са традиционните материали, които могат да бъдат осапунвани. Тези триестери (триглицериди) са смеси на различни мастни киселини. Триглицеридите могат да бъдат превърнати до сапун в едноетапен или двуетапен процес. При едноетапния процес, триглицеридът се третира със силна основа, която разкъсва естерната връзка, което е съпроводено с отделянето на соли на мастни киселини (сапуни) и глицерол. Този процес е и основният промишлен метод за получаване на глицерол. При някои производствени методи полученият глицерол се оставя в сапуна. Ако е необходимо, сапуните могат да бъдат утаени чрез осоляването им с натриев хлорид.

### Осапунително число
Осапунително число представлява количеството основа, което е необходимо, за да бъде осапунена дадена мастна проба. Определянето му е от изключителна важност при процеса на осапунване. Производителите на сапун изготвят рецептите така, че да има малък недостиг на основата, за да отчетат неизвестното отклонение на стойността на осапунване между техните проби мазнини и установените лабораторни средни стойности.

### Механизъм на хидролиза
Хидроксидният анион на солта взаимодейства с карбонилната група на естера. Полученият продукт се нарича ортоестер.
Избутването на алкоксида води до образуването на карбоксилна киселина:
Алкоксидният йон е силна основа, като така протонът се прехвърля от карбоксилната киселина към алкоксидния йон, създавайки алкохол:
При класическа лабораторна процедура, триглицеридът тримиристин се добива чрез екстракция на индийско орехче с диетилов етер. Осапунването на миристиновата киселина се извършва с помощта на разтворена във вода натриева основа. Миристиновата киселина може да бъде получена чрез добавяне на разредена солна киселина.

## Осапунване на мастни киселини
Реакцията на мастни киселини с основа е другият основен метод за осапунване. В този случай реакцията включва неутрализиране на карбоксилна киселина. Методът на неутрализация се използва при производство на промишлени магнезиеви и алуминиеви сапуни или сапуни на преходните метали. Този метод е идеален за производство на сапуни, които се получават само от една мастна киселина, като това води до получаването на сапуни с предвидими физически свойства.

## Приложения

### Меки и твърди сапуни
В зависимост от естеството на основното вещество, използвано при производството им, сапуните имат различни свойства. Натриевият хидроксид води до получаването на „твърд сапун“. Твърди сапуни могат да се използват за вода, съдържаща соли на Mg, Cl и Ca. За разлика от тях, калиевите сапуни (получени с помощта на KOH) представляват „мек сапун“. Източникът на мастни киселини също влияе върху точката на топене на сапуна. Повечето от първите твърди сапуни са произведени с животински мазнини и калиева основа, която е извлечена от дървесна пепел. По-голямата част от съвременните сапуни са произведени от полиненаситени триглицериди, като например растителни масла. Триглицеридите, както и солите на получените от тях киселини, имат по-слаби междумолекулни сили и по този начин по-ниски точки на топене.

### Литиеви сапуни
Литиевите производни на 12-хидроксистеарата и други мастни киселини са важни съставки в смазочните мазнини. В маслата, съдържащи литий, литиевите карбоксилати играят ролята на сгъстители. „Комплексните сапуни“ също са често срещани, като те представляват различни комбинации от метални сапуни – например литиев и калциев сапуни.

### Пожарогасители
Пожарите, причинени от мазнини и олива, горят по-интензивно и по-горещо в сравнение с повечето останали запалими течности, което прави стандартния пожарогасител от клас В неефективен. Запалимите течности имат температури на възпламеняване под 37 °C, докато мазнините и оливата са с температура на възпламеняване над 37 °C. Пожари с участието на мазнини и олива се гасят чрез мокър химически пожарогасител. Такъв тип пожарогасители са предназначени да гасят чрез осапунване. Пожарогасителното средство води до превръщането на горящото вещество в негорим сапун. Този процес е ендотермичен, което означава, че той поглъща топлинна енергия от обкръжаващата го среда, намалявайки температурата ѝ, като по този начин допълнително спира огъня.